# Kute Gekhat
Kute Gekhat is een bestuurslaag in het regentschap Aceh Tenggara van de provincie Atjeh, Indonesië. Kute Gekhat telt 222 inwoners (volkstelling 2010).